# Under Pressure
"Under Pressure" je singl britanskog rock sastava "Queen". Tekst su napisali Freddie Mercury, Brian May, Roger Taylor, John Deacon i David Bowie. Singl je izdan 26. listopada 1981. godine. Na "B" strani nalazi se "Soul Brother" koju su napisali članovi sastava. Pjesma se nalazi na albumu "Hot Space" iz 1982.
 Tijekom ljeta 1981. sastav je snimao materijal za svoj album "Hot Space" u švicarskom gradu Montreuxu, gdje su Mercury i Taylor sreli Bowija. Jedna slučajna i improvizirana svirka razvila se u jednu od najuspješnijih suradnji između glazbenika. Singl je odmah nakon objavljivanja zauzeo mjesto broj 1. na UK top ljestvici, što je prvi puta nakon 6 godina da je pjesma  "Queen"-a zauzela to mjesto, čemu su zasigurno pridonijeli i Bowijevi obožavatelji koji su ga kupovali. Roger Taylor nazvao je pjesmu "Jednom od najboljih stvari koju je sastav napravio." 
Pjesma je objavljena na kompilaciji Greatest Hits II iz 1991. godine, iako je objavljena na nekim izdanjima kompilacije Greatest Hits (Queen) iz 1981., kao i nekoliko Bowijevih kompilacija. 1992. godine na Freddie Mercury Tribute Koncertu duet s Bowiem otpjevala je Annie Lennox.

## Top ljestvica
| Zemlja      | Pozicija |
| ----------- | -------- |
| UK          | 1        |
| Irska       | 2        |
| Novi Zeland | 2        |
| Nizozemska  | 1        |
| SAD         | 29       |
| Argentina   | 1        |
| Švicarska   | 10       |
| Kanada      | 3        |
| Australija  | 8        |
| Njemačka    | 21       |
| Austrija    | 10       |
| Norveška    | 5        |
| Novi Zeland | 6        |

## Rah Miks (1999.)
Remiksirana verzija nazvana "Rah Mix" objavljena je 6. prosinca 1999. kao promicija kompilacije "Greatest Hits III". Singl je zauzeo mjesto broj 14. na UK top ljestvici singlova. 

## Zanimljivosti
Pjesma se pojavljuje u puno filmova i TV serija, a obradili su je i mnogi glazbenici.
Američki rapper "Vanilla Ice" bez dopuštenja autora upotrijebio je taktove pjesme za svoj singl "Ice Ice Baby", na kritike je odgovorio da je dodao jednu notu u rifu, te da je to u potpnosti njegovo djelo. Međutim kasnije je priznao da je uzeo rif, te je pjesmu na kraju ipak potpisao "Mercury - Bowie" i platio im je autorska prava.

## Vanjske poveznice
- Tekst pjesme "Under Pressure"  Arhivirana inačica izvorne stranice od 28. veljače 2007. (Wayback Machine)